# 中島 (越谷市)
中島（なかじま）は、埼玉県越谷市の町名および大字。現行行政地名は中島一丁目から三丁目および大字中島。郵便番号は343-0013。

## 地理
埼玉県の東部地域で、越谷市の東部に位置する。新方川・中川を挟み吉川市と接している。また、南部の東町との境は元荒川が流れており、島のような地形となっている。川沿いに大字中島、川沿い以外の内側に中島一丁目〜三丁目が設定されている。地内は主に畑などの農地となっている。地区の最東部、新方川が中川に合流する地点にサギのコロニーがある。

### 河川
- 元荒川

## 歴史
かつては、中島村だった。

### 年表
- 1889年（明治22年）4月1日 町村制施行により、増林村、増森村、中島村、花田村、東小林村が合併し南埼玉郡増林村が成立、増林村大字中島となる。
- 1954年（昭和29年）11月3日 南埼玉郡越ヶ谷町、大沢町、新方村、桜井村、大袋村、荻島村、出羽村、蒲生村、大相模村と合併し越谷町が成立、越谷町の大字となる。
- 1958年（昭和33年）11月3日 - 越谷町が市制施行し、越谷市の大字となる。
- 1980年（昭和55年）10月1日 - 大字中島の一部から中島一丁目から三丁目成立[6]。

## 世帯数と人口
2022年（令和4年）1月1日現在の世帯数と人口は以下の通りである。
| 町丁       | 世帯数  | 人口  |
| ---------- | ------- | ----- |
| 大字中島   | 37世帯  | 87人  |
| 中島一丁目 | 69世帯  | 162人 |
| 中島二丁目 | 81世帯  | 185人 |
| 中島三丁目 | 24世帯  | 56人  |
| 計         | 211世帯 | 490人 |

## 小・中学校の学区
市立小・中学校に通う場合、学区（校区）は以下の通りとなる。
| 番地 | 小学校             | 中学校           |
| ---- | ------------------ | ---------------- |
| 全域 | 越谷市立増林小学校 | 越谷市立東中学校 |

## 交通

### 鉄道
町内に鉄道は敷設されていない。越谷レイクタウン駅が徒歩圏内にある。

### 道路
- 埼玉県道・東京都道102号平方東京線
- 元荒川緑道

## 施設
- 越谷市消防団増林分団第6部
- 中島稲荷神社 - 三峯神社とも称される
- 中島農民センター
- 越谷東高等学校第二グラウンド
- 中島排水機場